# Amoea vacua
Amoea vacua is een insect uit de familie van de vlinderhaften (Ascalaphidae), die tot de orde netvleugeligen (Neuroptera) behoort. 
Amoea vacua is voor het eerst wetenschappelijk beschreven door Gerstäcker in 1894.